# Christian Rye
Christian Rye (født 15. februar 1994) er en dansk fodboldspiller, der spiller i den danske klub Vejgaard Boldspilklub.

## Klubkarriere
Efter otte år på AaB's ungdomshold blev han i juni 2013 sammen med tre andre rykket op fra U/19-truppen til førsteholdstruppen.
Efter blot et år i AaB’s Superligatrup blev det besluttet, at vejen til Superligaspilletid for Rye har for lang, og han skiftede derfor til Vendsyssel FF.
I slutningen af februar 2015 blev det offentliggjort, at Rye havde skrevet under på en kontrakt med Thisted FC frem til sommeren 2016.
Fra årsskiftet 2016 spillede Rye for Jammerbugt FC. I juli 2016 forlængedes kontrakten for hele 2016-17-sæsonen. I foråret 2017 blev han udnævnt til ny anfører for Jammerbugt FC.